# The Obituary of Tunde Johnson
Pour plus de détails, voir Fiche technique et Distribution.
The Obituary of Tunde Johnson est un drame américain réalisé par Ali LeRoi, sorti en 2019.

## Fiche technique
- Titre original : The Obituary of Tunde Johnson[1]
- Réalisation : Ali LeRoi
- Scénario : Stanley Kalu
- Photographie : Steven Holleran
- Montage : Shannon Baker Davis et Spencer Rollins
- Production : Chuck Bond, Marni Bond, Barbara Fiorentino, Zachary Green et Gabriel Williams
- Société de production : Zgreen Entertainment, Jason Shuman Productions, Marginal Mediaworks et The Launch Productions
- Société de distribution : Wolfe Releasing (Etats-Unis)
- Pays de production :  États-Unis
- Langue originale : anglais
- Genre : drame
- Durée : 104 minutes
- Dates de sortie :
  - États-Unis : 8 septembre 2019[2] (TIFF) - 26 février 2021

## Distribution
- Steven Silver : Babatunde Adesola Johnson
- Spencer Neville : Soren O'Connor
- Nicola Peltz : Marley Meyers
- David James Elliott : Alfred O'Connor
- Joey Pollari : Charlie Laveyen
- Alessandra Rosaldo : Dr. Martinez
- Sammi Rotibi : Adesola Johnson
- Tembi Locke : Yomi Johnson